# ケネス・マクミラン (俳優)
ケネス・マクミラン（Kenneth McMillan、1932年7月2日 - 1989年1月8日）は、アメリカ合衆国の俳優。
ニューヨーク・ブルックリン区出身。高校卒業後、デパート勤務を経て、30歳の時に俳優を志し、ユタ・ヘーゲンやアイリーン・デイリーに師事して演技を学ぶ。主に脇役や悪役で多く出演した。
1989年1月8日、肝臓病のため死去、56歳。

## 主な出演作品

### 映画
- セルピコ Serpico (1973) クレジットなし
- サブウェイ・パニック The Taking of Pelham One Two Three (1974)
- ステップフォード・ワイフ The Stepford Wives (1975)
- 狼たちの午後 Dog Day Afternoon (1975) クレジットなし
- 僕は殺していない A Death in Canaan (1978) テレビ映画
- ガールフレンド Girlfriends (1978)
- 愛の断層 Bloodbrothers (1978)
- 続・ある愛の詩 Oliver's Story (1978)
- 揺れる愛 Head Over Heels (1979)
- 死霊伝説 Salem's Lot (1979) テレビ映画
- ボーダーライン Borderline (1980)
- 目撃者 Eyewitness (1981)
- 告白 True Confessions (1981)
- ラグタイム Ragtime (1981)
- この生命誰のもの Whose Life is it Anyway? (1981)
- ハートビープス/恋するロボットたち Heartbeeps (1981)
- パートナーズ Partners (1982)
- ハートブレイカー In the Custody of Strangers (1982) テレビ映画
- モリー・リングウォルドの 恋する年頃 Packin' It In (1983) テレビ映画
- デキシー・シスターズ Dixie: Changing Habits (1983) テレビ映画
- 俺たちの明日 Reckless (1984)
- パッショネイト 悪の華 The Pope of Greenwich Village (1984)
- ビートストリート Concrete Beat (1984) テレビ映画
- デューン/砂の惑星 Dune (1984)
- アメリカ万才 Protocol (1984)
- キャッツ・アイ Cat's Eye (1985)
- 暴走機関車 Runaway Train (1985)
- 忍びよる恐怖 Acceptable Risks (1986) テレビ映画
- 私立ガードマン/全員無責任 Armed and Dangerous (1986)
- マローン/黒い標的 Malone (1987)
- 3人の逃亡者 Three Fugitives (1989)
- デューン/スーパープレミアム 砂の惑星・特別篇 Dune (1994)
- アマデウス ディレクターズ・カット Amadeus (2002)

### テレビドラマ
- ダーク・シャドウ Dark Shadows (1969 - 1970)
- Ryan's Hope (1975 - 1976)
- 刑事コジャック Kojak (1976 - 1978)
- Rhoda (1977 - 1978)
- ワイルド・ブラッド Our Family Honor (1985 - 1986)
- ジェシカおばさんの事件簿 Murder, She Wrote (1987)
- 私立探偵マグナム Magnum, P.I. (1987)
- 大統領選スキャンダル/野望の銃弾 Favorite Son (1988) テレビミニシリーズ